# Ringkøbing Kommune
Ringkøbing Kommune i Ringkøbing Amt blev dannet ved kommunalreformen i 1970. Ved strukturreformen i 2007 indgik den i Ringkøbing-Skjern Kommune sammen med Egvad Kommune, Holmsland Kommune, Skjern Kommune og Videbæk Kommune. 

## Tidligere kommuner
Ringkøbing havde været købstad, men det begreb mistede sin betydning ved kommunalreformen. 10 sognekommuner blev lagt sammen med Ringkøbing Købstad til Ringkøbing Kommune:
| Kommune    | Folketal 1. januar 1970 | Byer           |
| ---------- | ----------------------- | -------------- |
| Ringkøbing | 6.511                   | Ringkøbing     |
| Hee        | 1.011                   | Hee            |
| Hover      | 521                     |                |
| No         | 788                     | No             |
| Stadil     | 602                     |                |
| Sønder Lem | 2.137                   | Højmark og Lem |
| Tim        | 1.178                   | Tim            |
| Torsted    | 590                     |                |
| Vedersø    | 541                     |                |
| Velling    | 786                     | Velling        |
| Ølstrup    | 520                     | Ølstrup        |
| I alt      | 15.185                  |                |

Hertil kom ejerlavet Husby Klit i Husby Sogn (Holstebro Kommune) og en del af et ejerlav i Dejbjerg Sogn (Skjern Kommune). Desuden blev der udvekslet små arealer mellem Torsted Sogn og Ulfborg Sogn (Ulfborg-Vemb Kommune) og Vind Sogn (Trehøje Kommune) i forbindelse med regulering af Madum Å.

## Sogne
Ringkøbing Kommune bestod af følgende sogne:
- Hee Sogn (Hind Herred)
- Hover Sogn (Hind Herred)
- No Sogn (Hind Herred)
- Rindum Sogn (Hind Herred)
- Ringkøbing Sogn (Hind Herred)
- Stadil Sogn (Hind Herred)
- Sønder Lem Sogn (Bølling Herred)
- Tim Sogn (Hind Herred)
- Torsted Sogn (Hind Herred)
- Vedersø Sogn (Hind Herred)
- Velling Sogn (Hind Herred)
- Ølstrup Sogn (Bølling Herred)

## Borgmestre[3]
| Borgmester            | Parti   | Fra  | Til  |
| --------------------- | ------- | ---- | ---- |
| Niels Skytte          | Venstre | 1970 | 1986 |
| Knud Dalgaard-Knudsen | Venstre | 1986 | 1987 |
| Hans Jensen           | Venstre | 1987 | 1993 |
| Vagn Kristensen       | Venstre | 1993 | 1994 |
| Hans Østergård        | Venstre | 1994 | 2006 |

## Rådhus
Rådhuset på Torvet blev opført i 1849 og er det 4. rådhus på samme sted. I 1970 flyttede administrationen og byrådsmøderne til det nye rådhus på adressen Ved Fjorden 6. Men Ringkøbing Amtsråd fortsatte sine månedlige møder på 1. sal i det gamle rådhus, som naturligt fik navnet "Amtsrådhuset". I 2015 blev det lejet ud til naboen Ringkjøbing Landbobank, som nu har hovedkontor der.